# Badarganj Upazila
Badarganj Upazila är ett underdistrikt i Bangladesh. Det ligger i den nordvästra delen av landet, 250 kilometer nordväst om huvudstaden Dhaka.
Trakten runt Badarganj Upazila består till största delen av jordbruksmark. Runt Badarganj Upazila är det mycket tätbefolkat, med 1 095 invånare per kvadratkilometer.